# Смолянка (притока Яблуньки)
Смолянка — річка в Україні у Самбірському районі Львівської області. Ліва притока річки Яблуньки (басейн Дністра).

## Опис
Довжина річки 8 км. Формується багатьма безіменними струмками.

## Розташування
Бере початок в урочищі Ліс Левурда у хвойному лісі. Тече переважно на південний схід понад селищем Стара Сіль та через північну частину міста Старий Самбір і впадає у річку Яблуньку, ліву притоку річки Дністра.

## Цікаві факти
- Річку перетинає автошлях Т 1401[4] (автомобільний шлях територіального значення у Львівській області. Проходить територією Самбірського району через Смільницю — Хирів — Стару Сіль — Старий Самбір. Загальна довжина — 30 км.)
- На річці існує декілька газгольдерів[1].